# (5292) 1991 AJ1
(5292) 1991 AJ1 (1991 AJ1, 1952 RG, 1972 LA, 1976 KL, 1983 AB2, 1988 JL2, 1988 JX2) — астероїд головного поясу.
Тіссеранів параметр щодо Юпітера — 3,365.